# Torrejón el Rubio
Torrejón el Rubio település Spanyolországban, Cáceres tartományban. Torrejón el Rubio Toril, Serrejón, Casas de Miravete, Jaraicejo, Trujillo, Monroy és Serradilla községekkel határos. Lakosainak száma 535 fő (2024).

## Népesség
A település népessége az elmúlt években az alábbi módon változott:
| Lakosok száma | 691  | 602  | 613  | 614  | 612  | 636  | 618  | 565  | 550  | 535  |
|               | 2001 | 2004 | 2006 | 2009 | 2011 | 2014 | 2016 | 2019 | 2021 | 2024 |